# Одесское реальное училище Святого Павла
Одесское реальное училище Святого Павла — бывшее среднее учебное заведение в Одессе с шестилетним курсом обучения, основанное на базе училища при евангелическо-лютеранской церкви Святого Павла в 1876 году. Прекратило свое существование в 1920 году. Здание не сохранилось.

## История
С приходом первых семей немецких колонистов в Одессу в начале XIX века возник вопрос о создании учебного заведения, которое бы удовлетворило потребности растущей и развивающейся немецкой диаспоры. Первая школа была открыта уже в 1804 году в помещении молитвенного зала. Однако средств на строительство для училища собственного помещения не было. В течение первой половины XIX века учебное заведение много раз переезжало. Только в 1857 году была собрана необходимая сумма, и учебное заведение окончательно разместилось в новом здании, построенном в 1858 году в квартале лютеранской церкви.
Согласно требованиям времени, в 1841 году училище было преобразовано в общественное учебное заведение, в 1857 году — в частное реальное училище, в 1869 году — в прогимназию. Наконец, в 1876 году благодаря просьбам церковного совета и разрешению Министерства народного просвещения было создано шестиклассное реальное училище. Непосредственной причиной создания Одесского реального училища Святого Павла стала избыточная наполненность учащимися Первого одесского реального училища (открылось в 1873 году) и необходимость расширения сети учреждений реального образования города.
Важным событием в жизни училища стало строительство собственного спортивного зала в 1881 году. Затраты на строительство составили 10500 рублей. В 1880 году был создан Немецкий спортивный клуб «Турнферайн», члены которого имели доступ к спортивному залу. После закрытия реального училища в 1920 году спортивная жизнь в помещении спортивного зала продолжалась.

## Ученики
В учебное заведение были приняты ученики всех национальностей и религиозных убеждений. В 1890 году из 377 учеников училища было 139 россиян, 111 немцев, 83 еврея. Протестантские ученики, в основном среди местных немцев, в 1877 году составляли 33 % от общего числа, в 1880 году — 19 %, в 1890 году — 28 %.
| Год  | Количество учеников |
| ---- | ------------------- |
| 1877 | 163                 |
| 1878 | 222                 |
| 1879 | 283                 |
| 1880 | 314                 |
| 1882 | 377                 |
| 1889 | 389                 |
| 1891 | 363                 |
| 1892 | 355                 |
| 1893 | 346                 |
| 1894 | 351                 |
| 1915 | 512                 |

В училище учились: коммунистический деятель Лев Троцкий, украинский и польский архитектор Владислав Городецкий, украинский советский инженер Валентин Глушко, поэт Эдуард Багрицкий, управляющий Черноморским обществом взаимного страхования судовладельцев Захарий Зельцер, Павел Либман — сын одесского предпринимателя Бернгарда Либмана, владельца известного в Одессе дома Либмана, с собственной кафе и кондитерской, главный инспектор Второго российского страхового общества в Одессе, инженер, собственник дома Вильгельм Мейер и многие другие.

## Учителя
В разные периоды существования реального училища Святого Павла — в конце XIX — начале XX века в нем работали ведущие учителя, ученые, религиозные деятели своего времени.
В 1897 году в училище преподавали: 3 учителя божественного закона, 17 учителей и помогали 4 помощника классных наставников. Среди них только помощники классных наставников были почти все из местных немцев, и несколько преподавателей были иностранцами.
Различные предметы в учебном заведении преподавали выпускники Императорского Новороссийского университета. В 1880—1883 гг. выпускник физико-математического факультета ИНУ, химик-неорганик, доктор химии, профессор Севастьян Мойсейович Танатар преподавал русский язык и литературу более 30 лет. Антон Михайлович Гамов — выпускник историко-филологического факультета университета. В начале XX века физику и математику преподавал Михаил Андреевич Базилевич, физик, профессор, физико-математического факультета. Профессор Павел Николаевич Павлов в 1902 году преподавал химию и естественнонаучную историю.
Долгое время директором училища был Николай Антонович Каминский — родился в Великом Буйалике, изучал математику на физико-математическом факультете Новороссийского императорского университета. Вместе с Николаем Антоновичем работал инспектором училища преподаватель русского языка и словесности Антон Васильевич Крижановский. Он родился в селе Ивахни, Липовецкого уезда, Киевской губернии. Кроме педагогической деятельности, отличился тем, что преданно занимался общественными делами: был активистом Катеринославского общества «Просвита», был одним из основателей Катеринославской ученой архивной комиссии, способствовал делу национального возрождения украинского народа.
Самым долго проработавшим директором училища был Эрнест Осипович Миттельштейнер. Родом из Лифляндии, выпускник Дерптского университета (нынешний Тартусский университет в Эстонии). Филолог, председатель и лектор секции немецкого и французского языков одесских педагогических курсов, пионер естественного метода преподавания новых языков в Российской империи, автор многих педагогических работ и статей. Заместитель командора Катерининского яхт-клуба в Одессе. Активный общественный деятель: член опекунского общества глухонемых, председатель педагогического совета женской гимназии Маевской, член опекунского совета женского коммерческого училища южно-российского немецкого общества.
В училище читали закон Божий пастора евангелическо-лютеранской церкви Святого Павла Герборд Бинеманн (1868—1891), Густав-Адольф Локкенберг (1892—1907). Также преподавали представители православного, римско-католического и еврейского духовенства. Некоторое время православным закончительным учителем Одесского реального училища Святого Павла был протоиерей Сергий Петровский.

## Училище в воспоминаниях Льва Троцкого
Период обучения (1888—1895) в Одесском реальном училище Святого Павла Лев Троцкий описал в книге «Моя жизнь: Опыт автобиографии».
О школе советский революционер писал так: «Реальное училище св. Павла по происхождению своему было немецким учебным заведением. Оно возникло при лютеранской церковной общине и обслуживало многочисленных немцев Одессы и южного района вообще. Хотя училище св. Павла наделено было государственными правами, но так как в нем имелось только шесть классов, то для поступления в высшее учебное заведение нужно было пройти через седьмой класс при другом реальном училище: предполагалось, очевидно, что в последнем классе будет выколочен излишек немецкого духа. Впрочем, и в самом училище св. Павла дух этот из года в год шел на убыль. Школьники-немцы составляли меньше половины, из школьной администрации немцы настойчиво вытеснялись.»
Воспоминания Троцкого о руководстве училища и некоторых преподавателях:
- про Михаила Антоновича Каминского: «Это был физик по образованию, но человек-мизантроп по характеру. Он никогда не смотрел на того, с кем разговаривал, двигался по коридорам и по классам незаметно, на резиновых подошвах, его голос был тонким и хриплым, который, не повышаясь, мог вызывать ужас.»
- о Антоне Васильевиче Крижановском: «Это был рыжебородый хитрец из семинаристов, большой любитель подарков, с намеком на либерализм, очень умело скрывавший свои истинные намерения под видом дружелюбия. Получив должность инспектора, он сразу стал более строгим и консервативным.»
- о Антоне Михайловиче Гамове: «Это был еще молодой, полноватый, очень близорукий и болезненный блондин без какой-либо искры и любви к предмету. Мы медленно шествовали за ним от главы к главе. Кроме того, Гамов был неопрятен и крайне медлителен в проверке наших письменных работ.»
- о Николае Васильевиче Струве: «Струве был честнейшим человеком, страдал от неудач своих учеников, беспокоился, уговаривал и горестно переживал каждую поставленную им двойку: он никогда не снижал оценку до единицы; старался не оставлять никого на второй год и даже помогал родственнику своей кухарки устроиться в училище.»

## Дальнейшая судьба здания училища
С приходом большевиков Одесское реальное училище св. Павла прекратило свое существование. Образовательное учреждение было преобразовано в IV профессиональную школу «Металлистов». В 1930-х годах в здании разместилась немецкая средняя школа № 38. В 1936 году немецкую школу перевели на улицу Мечникова, 24, а в это здание перевели среднюю школу № 5 с украинским языком обучения. В спортивном зале, небольшом и уютном, с удобными раздевалками и душевыми, где ранее был «Гимнастический клуб» (прежний «Турнферайн») при реальном училище св. Павла, продолжали заниматься гимнастикой, играли в волейбол, работала детская футбольная школа.
Во времена войны в здании размещался немецкий батальон морской пехоты. В это же время здание было разрушено в результате авианалета.
К концу 1940-х годов на месте реального училища и других зданий были лишь руины. А затем в 1953 году на месте развалин было построено здание главного корпуса Одесского электротехнического института связи имени А. С. Попова. В период независимости Украины (2001—2020) в здания разместилась Одесская национальная академия связи имени А. С. Попова. С 2021 года — Государственный университет интеллектуальных технологий и связи.